# Andrej Sirácky
Andrej Sirácky (* 9. Dezember 1900 in Bački Petrovac; † 29. September 1988 in Bratislava) war ein slowakischer und tschechoslowakischer Philosoph und Soziologe, der aus Vojvodina (heute Serbien) stammte.

## Leben
Nach dem Ablegen seiner Abitur 1921 in Vrbas meldete er sich an die Karlsuniversität in Prag an und promovierte dort 1926 zum Dr. phil. In den Jahren 1925 bis 1941 lehrte er am slowakischen Gymnasium in Bački Petrovac. 1943–1944 nahm er als Mitglied der slowakisch-serbischen Partisanengruppe Novosadský partizánsky oddiel am Widerstand gegen die Deutsche Besetzung der Vojvodina teil. Nach 1949 war er Professor an der Comenius-Universität Bratislava und deren Rektor von 1953 bis 1956, von 1955 bis 1961 Präsident der slowakischen Akademie der Wissenschaften und dort von 1975 bis 1978 Direktor des Instituts für Philosophie und Soziologie.
Nach seiner Rückkehr in die Tschechoslowakei (1948) führte seine theoretische Identifikation mit der zeitgenössischen totalitären Ideologie der Ära in den 1950er Jahren zu Einstellungen des militanten marxistischen Dogmatismus und fand Ausdruck in seiner kompromisslosen Kritik und Ablehnung der Soziologie als „bürgerliche“ Wissenschaft. Aufgrund seiner realen Position in der Gesellschaft, der hohen pädagogischen, wissenschaftlichen und organisatorischen Führungspositionen, die er in dieser Zeit innehatte, blieb Sirácky in seiner Haltung nicht nur akademisch theoretisierend, sondern trug auch maßgeblich dazu bei, die Entwicklung der Soziologie in der Slowakei als wissenschaftliche Disziplin vorübergehend einzufrieren. Erst später, in den 1960er Jahren, beteiligte er sich an der Wiedergeburt der Soziologie in der Tschechoslowakei.

## Politische Tätigkeit
Während des Studiums in Prag lernte er einige linksorientierte Studenten aus der Slowakei kennen, mit denen er die Freie Vereinigung slowakischer sozialistischer Studenten (Voľné združenie študentov socialistov zo Slovenska) ins Leben rief; 1924 formierte sich aus dieser Gruppierung dann die Zeitschrift DAV, deren Mitbegründer Sirácky war. In dieser Zeit schrieb er für die Zeitschriften Mladé Slovensko, Spartakus, Pravda chudoby und Svit, deren Redakteur er teilweise war.
Parteimitglied ab 1952, war Sirácky 1971–1976 Mitglied des ZK der Kommunistischen Partei der Slowakei und Abgeordneter des Nationalrats und Mitglied dessen Vorstandes (1960–1964).

## Rezeption
Wegen seiner wechselnden theoretischen wie politischen Identifikation (avantgardistisches, marxistisch orientiertes Engagement in DAV, Abkehr davon in den 1950er Jahren, seine Wende in den späteren 1960er Jahren) lassen sich widersprüchliche, kontroverse Beurteilungen der Bedeutung von Sirácky finden. Trotz der Kritik an seiner eher negativen Rolle während der 1950er Jahre wird sein Bemühen um die Etablierung einer Soziologie in der Tschechoslowakei in den späten 1960er Jahren, insbesondere auch während des Prager Frühlings 1967/1968 sehr positiv gewürdigt.

## Werk
Sirácky war in seiner späten Zeit Vertreter der marxistisch-leninistischen Philosophie und Soziologie in der Tschechoslowakei. Er veröffentlichte u. a. über Historischen Materialismus und Ethik und setzte sich kritisch mit der bürgerlichen Humanismuskonzeption und der bürgerlichen philosophischen Anthropologie auseinander.
Auswahl seiner Werke:
- Sila slov a myšlienok (Macht der Worte und Ideen). Petrovac, 1943
- Umierajúca civilizácia (Die absterbende Zivilisation). Petrovac, 1946
- Kultúra a mravnost’ (Kultur und Moral). Bratislava, 1949.
- Klérofašistická ideólogia ľudáctva. Bratislava, 1955.
- Sociológia a intergrácia vied (Soziologie und die Integration der Wissenschaften). Bratislava, 1968
- Sociálny svet človeka (Die soziale Welt des Menschen). Bratislava, 1974.